# Engaeyum Eppothum
Engaeyum Eppothum (traducida como: En cualquier lugar, en cualquier momento ) es una película india de 2011 en idioma tamil, del género comedia romántica, dramática de carretera, escrita y dirigida por M. Saravanan en su debut en tamil; anteriormente había dirigido la película telugu Ganesh (2009). Protagonizan Jai, Sharvanand (en su debut en tamil), Anjali y Ananya en los papeles principales. Fue producido por AR Murugadoss en asociación con Fox Star Studios,   marcando la entrada del estudio al cine tamil.  La película está basada en un hecho real.
La película presenta dos historias de amor: una ambientada en Chennai y la otra en Trichy, que se entrelazan en el clímax. La película se estrenó el 16 de septiembre de 2011,  recibiendo críticas muy positivas, y llegó a ser un éxito tanto crítico como comercial.  Fue doblada al telugu con el título Journey y lanzada el 16 de diciembre de 2011. Sharwanand y Anjali hicieron las voces para sí mismos en la versión doblada al telugu.  Más tarde, la película fue adaptada al kannada como Endendu Ninagagi en 2014 y al bengalí como Bojhena Shey Bojhena en 2012.

## Trama
La película se centra en dos historias de amor en Chennai y Tiruchirappalli; una ocurre en el transcurso de un solo día, mientras que la otra se desarrolla durante varios meses.
La película comienza con un accidente de carretera. Luego, hace un flashback varios meses antes, cuando Amudha, una joven originaria del pueblo de Tiruchirappalli, llega a Chennai para una entrevista de trabajo, pero su hermana no puede reunirse con ella para indicarle el camino a su destino. Amudha pide ayuda a un desconocido llamado Gautham, quien acepta acompañarla hasta la parada del autobús. Sin embargo, termina viajando con ella durante todo el día, esperándola durante la entrevista y llevándola a casa de su hermana por la noche. A lo largo del día, ella llega a comprenderlo y se encariña con él. Aunque Gautham es tranquilo y reservado, corresponde a sus sentimientos. Al día siguiente, Amudha regresa a Tiruchirappalli, donde se da cuenta de que se ha enamorado de Gautham y rechaza las propuestas de matrimonio que recibe. Decide regresar a Chennai para encontrarse con él. Mientras tanto, Gautham también se da cuenta de que está enamorado de Amudha y decide ir a Tiruchi para buscarla, a pesar de no conocer su dirección ni otros detalles, excepto su nombre.
Paralelamente, se sigue otra historia. Kathiresan, un trabajador de una tienda de metal, alberga sentimientos hacia su vecina Manimegalai, que es enfermera. Siendo tímido y de pocas palabras, no le habla, pero la observa cada mañana durante 6 meses. Manimegalai es audaz y directa; acepta su amor y lo manda sin piedad. Ella le pone varias pruebas: lo hace conocer a su padre (un policía), a su antiguo amor no correspondido, lo somete a una prueba de VIH y lo convence de aceptar la donación de órganos. Quiere que, con base en todo lo que le ha hecho pasar, decida si quiere casarse con ella y pasar el resto de su vida a su lado; Kathiresan responde afirmativamente. Ambos llegan a amarse incondicionalmente con el consentimiento de sus familias.
Kathiresan decide llevar a Manimegalai a visitar a su familia en Arasur, un pueblo cerca de Villupuram, y ambos abordan un autobús para llegar allí. Mientras tanto, Gautham sube a un autobús para regresar desde Tiruchirappalli — el mismo en el que viajan Kathiresan y Manimegalai. Simultáneamente, Amudha aborda un autobús para regresar desde Chennai. También se muestran breves imágenes de otros pasajeros: una madre con su hijo, un equipo femenino de atletismo, una pareja recién casada, dos estudiantes universitarios que se sienten atraídos mutuamente, y un hombre que regresa de Dubai para ver por primera vez a su hija de 5 años.
A cierta distancia de Viluppuram en la carretera nacional Chennai-Tiruchirappalli 79 (carretera GST), el autobús SETC es desviado al carril contrario debido a que uno de los carriles está en construcción. Sin embargo, antes de que un autobús de transporte contratado (omni) llamado Sky Travels sea desviado, una lona de un camión se desprende y bloquea el parabrisas. Incapaz de ver por dónde va, el aterrorizado conductor se desvía accidentalmente hacia el camino del autobús SETC. Ambos autobuses chocan de frente, causando la muerte de unas 35 personas en el lugar. Muchas otras mueren en el camino o en el hospital. Gautham ve a Amudha gravemente herida en el otro autobús, y ella es llevada de urgencia al hospital. Ella llega al hospital junto con Gautham, mientras que Kathiresan sucumbe a un trauma craneal y muere. En el hospital, Gautham le confiesa su amor a Amudha junto a su cama, y ella logra recuperar la conciencia. El cuerpo sin vida de Kathiresan es llevado por una Manimegalai histérica y sus padres afligidos.
El lugar del accidente es declarado como una zona propensa a accidentes, y la película termina con un mensaje sobre la seguridad vial .

## Producción
La película se lanzó inicialmente a finales de 2010 con Vimal y Amala Paul iinterpretando a una pareja en la película. Sin embargo, ellos se retiraron debido a compromisos previos y fueron reemplazados por Sharvanand y Ananya .  Thaman ttambién fue reemplazado como compositor de la música por el debutante C Sathya.

## Banda sonora
La banda sonora y la música de la película fueron compuestas por el debutante C Sathya . El álbum consta de cinco canciones, con letras escritas por Na Muthukumar y M Saravanan . Se estrenó el 3 de agosto de 2011 en Chennai y la presentación estuvo a cargo de los actores  Suriya, Vivek y el director musical Harris Jayaraj.
| Track listing |                  |                    |          |  |
| N.º           | Título           | Singer(s)          | Duración |  |
| 3.            | «Uyir Aruthathe» | Sathya, Aalap Raju |          |  |
| 16.           | «Masaamaa»       |                    |          |  |
| 18.           | «Govindha»       |                    |          |  |

## Lanzamiento

### Recepción crítica
Engaeyum Eppothum se estrenó con críticas muy positivas. GetCinemas.com le otorgó una calificación de 3.5/5 con la etiqueta de "imperdible", afirmando que "es una película rara y ha salido tan perfecta como un sueño", y elogiando su guion claramente estructurado y la caracterización perfecta.  Pavithra Srinivasan de Rediff le dio a la película 3 de 5, calificándola como "una historia genuina, no solo sobre el romance, sino sobre la esencia misma de la vida".  Un crítico de Sify escribió que Engeyum Eppodhum era «una película fascinante y diferente. Todo es nuevo, desde los personajes hasta la trama, acompañado de magníficas actuaciones de los actores principales, en particular de Anjali».  El crítico hindú Karthik Subramanian destacó que era "un esfuerzo loable", y agregó que "a pesar de algunos clichés, la película funciona muy bien".  G Sai Shyam, otro crítico del mismo medio, escribió que era "un intento novedoso del director" y que "el guion convincente con un fuerte mensaje para todos la convierte en una película obligatoria de ver".  Vikatan le dio 50 de 100 puntos, situándola entre las mejores de los últimos tiempos.  Venkateswaran Narayanan, de The Times of India, le otorgó 3 de 5 estrellas y escribió que era "el ejemplo perfecto de una película que se apoya únicamente en su guion y en las actuaciones para triunfar en la taquilla". 

## Remakes
Fuentes informaron que el actor de Bollywood Aamir Khan podría rehacer la película en hindi .  El productor K Manju adquirió los derechos de remake de la película en Kannada y se rehizo en Kannada como Endendu Ninagagi . 

## Premios
M. Saravanan fue honrado con un premio por parte de la Organización de Derechos Humanos el 18 de diciembre en Paramakudi  por dirigir Engeyum Eppodhum, con un mensaje social muy relevante y necesario en la actualidad.   También obtuvo el 50% de los votos y fue declarado Mejor Director de 2011 en una encuesta pública de fin de año realizada por Oneindia.in por su dirección en Engeyum Eppodhum. Anjali obtuvo el 35,2% de los votos y fue declarada Mejor Actriz de 2011 por su actuación en la película.  Anjali ftambién fue galardonada con el premio a Mejor Actriz en los V4 Entertainment Awards 2011.     Ananya fue reconocida como la Mejor Actriz de Reparto.
Primeros Premios Internacionales de Cine del Sur de la India
- Mejor letrista — Na Muthukumar por "Un Pera Theriyathe"
- Mejor director debutante — M. Saravanan
- Mejor debutante masculino —Sharvanand

59.ª edición de los Premios Filmfare del Sur
- Mejor Actriz - Anjali
- Mejor Actriz de Reparto - Ananya

6.º Premios Vijay
- Mejor película
- Mejor Actriz - Anjali
- Nominado a Mejor Director - M Saravanan
- Nominada a Mejor Actriz de Reparto - Ananya
- Nominado a Mejor Director Musical - C Sathya

Premios Edison
- Premio Edison al mejor director debutante – M. Saravanan
- Premio Edison a la Mejor Cantante de Playback Femenina - Chinmayi por "Chotta Chotta"

Engeyum Eppodhum apareció en las siguientes listas de las cinco mejores películas del año 2011.
- 2do lugar — Rediff [23]
- 3er lugar — El hindú [24]
- 5to lugar — La era asiática [25]

## En otros medios
El personaje interpretado por Jai hace una aparición especial (cameo) en la película Massu Engira Masilamani de 2015. 